# Nykøbing Mors

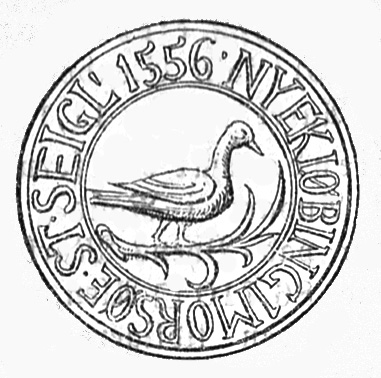
Pečeť městysu Nykøbing Mors z roku 1556

Nykøbing Mors je dánské město. S více než 9000 obyvateli je to největší město na ostrově Mors v zátoce Limfjord v Jutsku. V roce 1299 získalo status městysu.
Ve světě je toto městečko známo především jako rodiště slavného modernistického dánsko-norského spisovatele Aksela Sandemose. Dle spisovatelových slov ho poměry v Nykøbing Mors inspirovaly k sepsání Zákona Jante.